# Abelardo Merino Álvarez
Abelardo Merino Álvarez (Múrcia, 4 de març de 1878 - Madrid, 5 de febrer de 1939) fou un militar i historiador espanyol, acadèmic de la Reial Acadèmia de la Història.

## Biografia
El 1898 va ingressar a l'Acadèmia Militar d'Àvila, on es va graduar com a oficial i on seria professor. També es va llicenciar en dret, però es va especialitzar en geografia i història. Des de 1911 fou ascendit a oficial primer del Cos d'Intervenció Militar, el 1916 a comissari de guerra de segona classe i el 1924 a comissari de guerra de primera classe. Arran de la proclamació de la Segona República Espanyola aprofità l'aprovació dels Decrets de 25 i 29 d'abril de 1931 per retirar-se de l'exèrcit espanyol.
De ben jove va publica treballs sobre geografia, i va rebre el premi de la Reial Societat Geogràfica d'Espanya per un estudi sobre el Marroc i de la Reial Acadèmia de la Història sobre Múrcia. Va ser adoptat com a membre de l'American Geographical Society, de la Societat Hongaresa de Geografia, de la Societat Italiana Dante Alighieri i de l'Institut Colonial Internacional de Brussel·les, a causa d'un treball dedicat a la Societat de Nacions. El 19 de juny de 1925 va ser escollit acadèmic numerari de la Reial Acadèmia de la Història per ocupar la medalla d'Antoni Vives i Escudero i en va prendre possessió l'11 d'abril de 1926.
Durant la Segona República Espanyola va viure apartat de les activitats públiques. La guerra civil espanyola el va sorprendre a Madrid, on va morir a casa seva poc abans d'acabar el conflicte degut a les penúries sofertes.

## Obres
- Nociones de Topografía, Madrid, Patronato de Huérfanos de Administración Militar, 1910;
- Marruecos, Madrid, Imprenta de Huérfanos de los Cuerpos de Intendencia e Intervención Militares, 1910
- Geografía Económica […], Madrid, Imprenta del Cuerpo de Intendencia Militar, 1913;
- Geografía histórica de la actual provincia de Murcia desde la Reconquista por D. Jaime I de Aragón hasta la época presente, Madrid, Imprenta del Patronato de Huérfanos de Intendencia e Intervención Militares, 1915;
- El regionalismo peninsular y la Geografía histórica […], Madrid, Imprenta del Patronato de Huérfanos de Intendencia e Intervención Militares, 1916; L
- La Península española y el regionalismo […], Madrid, Imprenta del Patronato de Huérfanos de Intendencia e Intervención Militares, 1917;
- […] El regionalismo peninsular, la Antropología y la Etnografía, Madrid, Imprenta del Patronato de Huérfanos de Intendencia e Intervención Militares, 1918;
- La Sociedad de Naciones. Antecedentes históricos […], Madrid, Imprenta del Patronato de Huérfanos de Intendencia e Intervención Militares, 1919;
- Contra el principio de las nacionalidades, Madrid, Imprenta del Patronato de Huérfanos de Intendencia e Intervención Militares, 1920;
- El descubrimiento del Nuevo Mundo y sus consecuencias, Madrid, Imprenta del Patronato de Huérfanos de Intendencia e Intervención Militares, 1922;
- El problema de la patria de Colón, Madrid, Imprenta del Patronato de Huérfanos de Intendencia e Intervención Militares, 1922;
- La primera circunnavegación del globo, s. l., ¿1922?;
- Colón: la leyenda de su vida en la historia y en el arte, Madrid, Publicaciones de la Real Sociedad Geográfica, 1923;
- Juan Sebastián Elcano. Estudios históricos […], Madrid, Imprenta del Patronato de Intendencia e Intervención Militares, 1923;
- La geografía de Camoens, Madrid, Imprenta del Patronato de Intendencia e Intervención Militares, 1925;
- La sociedad abulense durante el siglo xvi. La Nobleza. Discurso leído ante la Real Academia de la Historia en la recepción pública del Señor D. ~ el día 11 de abril de 1926, Madrid, Imprenta del Patronato de Huérfanos de Intendencia e Intervención Militares, 1926;
- Apuntes sobre la bibliografía de los siglos xvi y xvii referentes a la Geografía histórica del reino de Murcia, Madrid, Tipografía de Archivos, 1932;
- El cardenal Mendoza […], Barcelona, Labor, 1942; Publicaciones de la Real Sociedad Geográfica.
- Definición de la Geografía. Cuestiones referentes a la Metodología y a la Didáctica de la Geografía, s. l., Real Sociedad Geográfica,